# Kwon
 (novembre 2023).
Si vous disposez d'ouvrages ou d'articles de référence ou si vous connaissez des sites web de qualité traitant du thème abordé ici, merci de compléter l'article en donnant les références utiles à sa vérifiabilité et en les liant à la section « Notes et références ».
Pour les articles homonymes, voir Kwon (homonymie).
Kwon est une commune rurale située dans le département de Gossina de la province du Nayala dans la région de la Boucle du Mouhoun au Burkina Faso.

## Géographie
Kwon est distant de Toma de 42 km. Le village est encaissé dans une vallée qui draine les eaux de pluie vers un affluent du Mouhoun. La commune est constituée de six quartiers que sont Nunadouwouli, Negwadjirè, Liâdouwouli, Kognè, Owacho et Ozouenambouècho.[réf. nécessaire]
Kwon est un village peuplé de Nuna (improprement appelés Gourounsi), de Samo, de minorités Peuls et de Mossis.

## Éducation et santé
La commune accueille un centre de santé et de promotion sociale (CSPS).